# Sparattanthelium aruakorum
Sparattanthelium aruakorum är en tvåhjärtbladig växtart som beskrevs av Thomas Gaskell Tutin. Sparattanthelium aruakorum ingår i släktet Sparattanthelium och familjen Hernandiaceae. Inga underarter finns listade i Catalogue of Life.